# St. Ursula (Taubach)

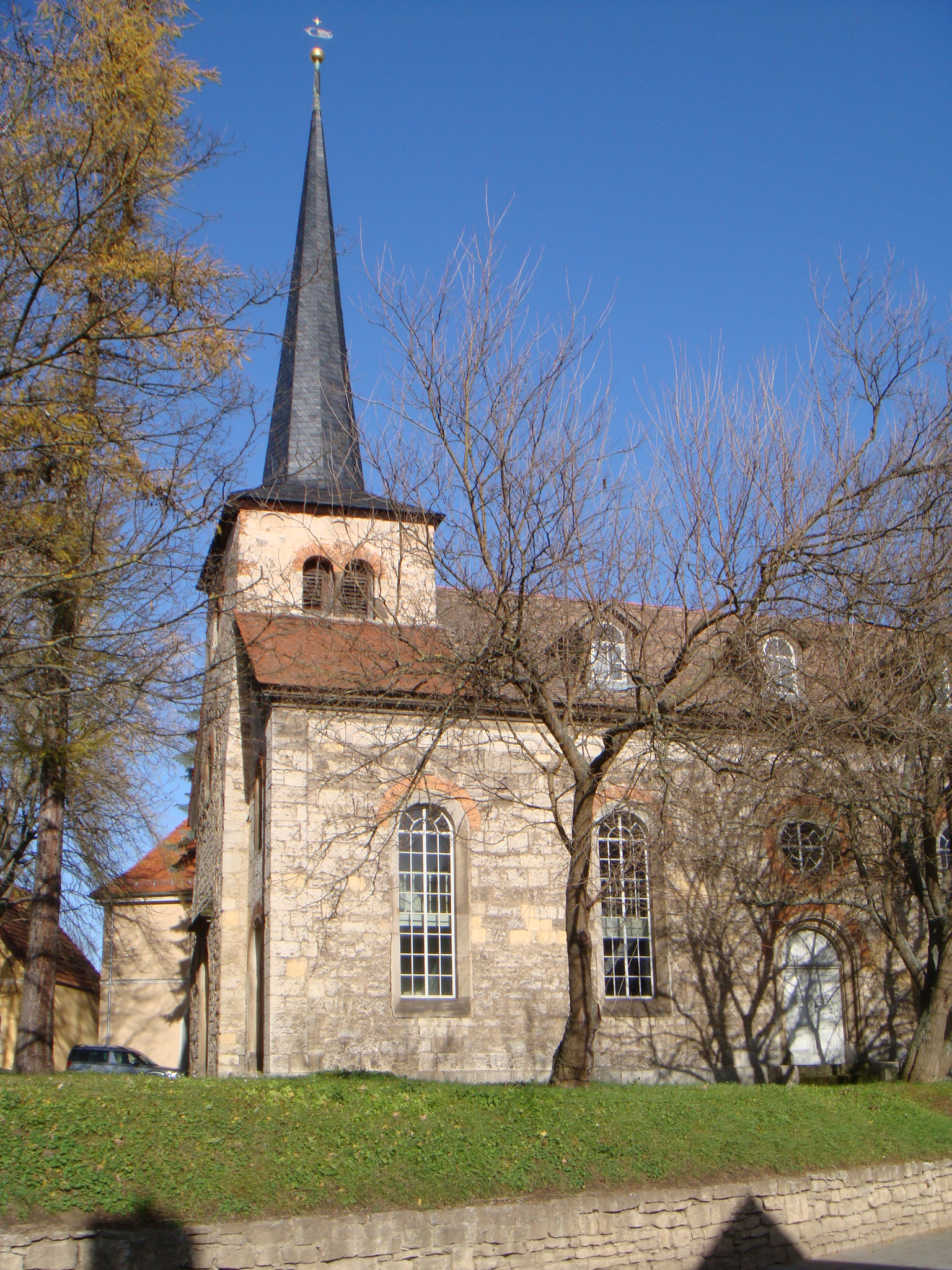
Die Kirche

Die Dorfkirche St. Ursula steht im Ortsteil Taubach der Stadt Weimar in Thüringen. Sie gehört zum Kirchspiel Mellingen-Umpferstedt im Kirchenkreis Weimar der Evangelischen Kirche in Mitteldeutschland.

## Lage
Diese Dorfkirche befindet sich zentral im älteren Ortsteil des ehemaligen Dorfes.

## Geschichte
In der Kirche war in einem Bogen die Jahreszahl 1462 eingemeißelt, wie Pfarrer mag. Georgius berichtet, der von 1595 bis 1650 Pfarrer in der Gemeinde war.
In den Kirchenbüchern ist der Kirchturmbau um 1600 nachgewiesen. Einhundert Jahre später wurde wegen Baufälligkeit renoviert. Johann Wolfgang Goethes Baumeister Coudray zeichnete 1820 den Grund- und Aufriss für eine neue Kirche. Sein Plan diente 1848 als Vorlage für einen neuromanischen Neubau. 1844 legte Carl Georg Kirchner einen neuen Plan war, der zur Ausführung gelangte. Diese Kirche wurde 1850 geweiht.
Die Kirche gilt als ein frühes Beispiel denkmalpflegerischer Arbeit.

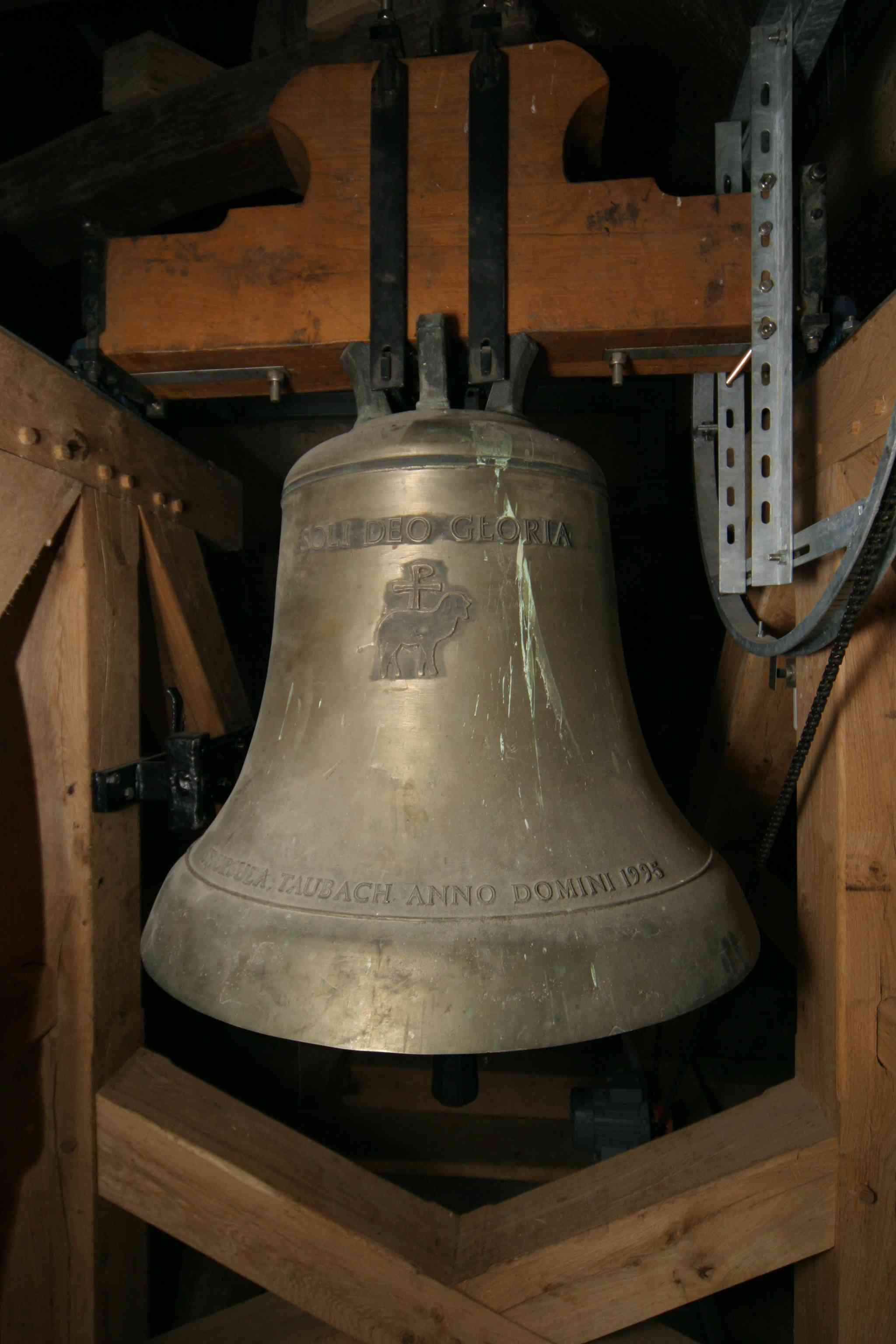
Die Bachert-Glocke

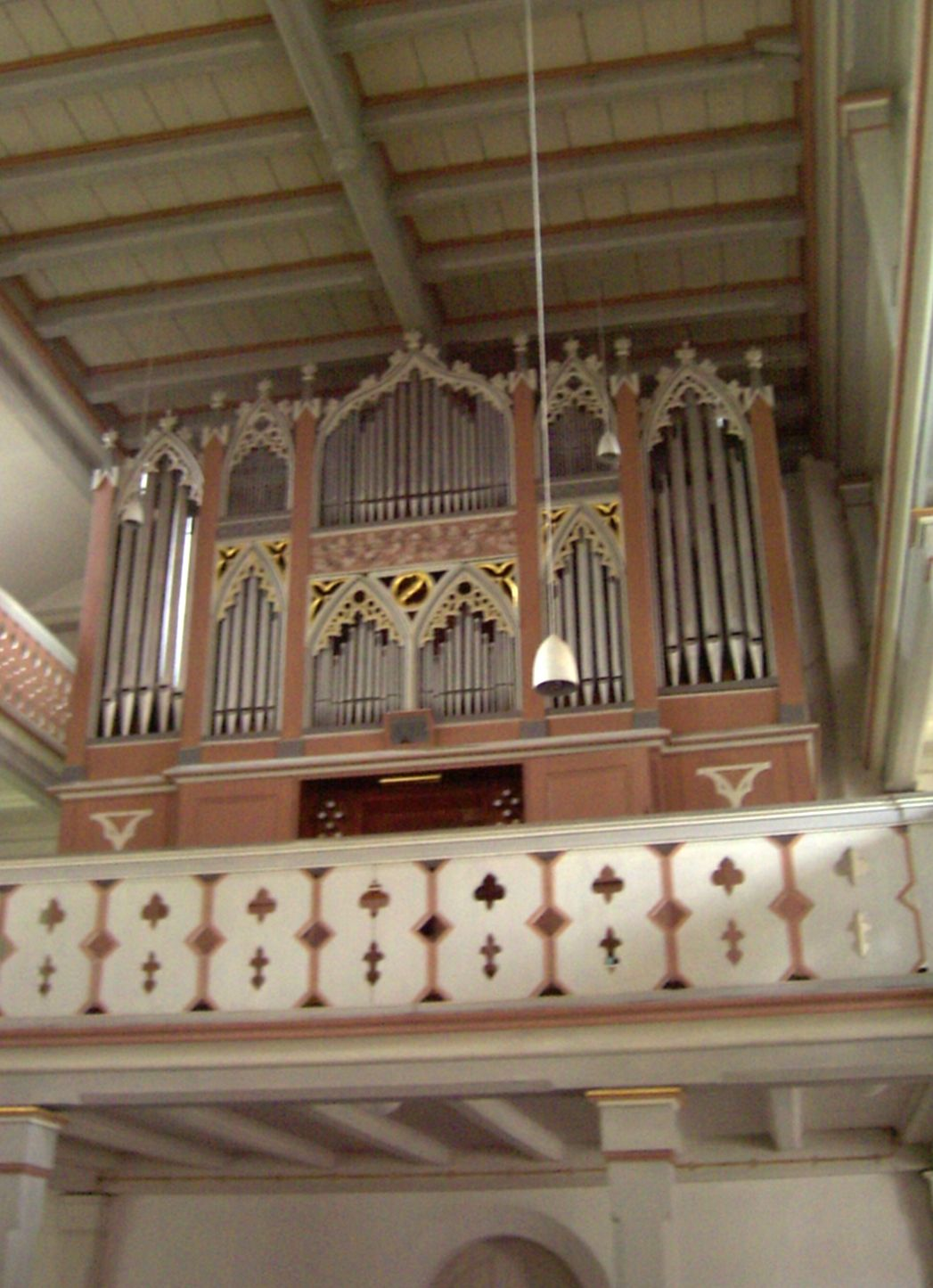
Die Witzmann-Orgel

## Architektur
Die Kirche ist eine große Hallenkirche mit Westturm und östlicher Apsis mit vier großen Rundportalen. In der Mitte der drei Seiten und der Apsis befinden sich große Rundbogenfenster und ein umlaufender Rundbogenfries. Der alte Turm wurde in das westliche Langhaus einbezogen. Im Obergeschoss sind romanische Rundbogenfenster durch Backsteinmauerwerk ergänzt worden. Innen steht eine gemauerte Kanzelwand. Bei einer Renovierung 1967 erhielt die Kanzel eine grau-rote Mattfassung sowie moderne Lampen im Altarleuchter.
2015 erfolgten umfangreiche Sanierungsmaßnahmen.

## Glocken
Im Turm läutet eine 1995 von A. Bachert Glockengießerei GmbH (Karlsruhe) gegossene Bronzeglocke. Sie ersetzt, die heute im Kirchenschiff stehende, Eisenhartgussglocke Nr. 5994 der Firma Schiling & Lattermann (Apolda & Morgenröthe) aus dem Jahr 1923. Ihre Schulter trägt das Relief eines Lamms mit Kreuz. Die zweite Eisenhartgussglocke Nr. 5995 hängt noch heute im Turm. Beide Eisenhartgüsse ersetzten die zu Kriegszwecken abgelieferten Vorgängerglocken.

## Orgel
1709 baute Meister Trebs eine Orgel mit 11 Registern auf einem Manual sowie Pedal, die der Orgel in der Jakobskirche (Weimar) sehr ähnlich war. Die Disposition war von keinem Geringeren als Johann Sebastian Bach, der das Instrument auch abnahm und spielte. Bei Abbruch der Vorgängerkirche 1848/50 wurde die Orgel aufgegeben. 1851/53 schuf August Witzmann (Stadtilm) einen Orgelneubau, dessen Prospekt nach Wünschen des Großherzogs gestaltet wurde. 1950 wurde durch Reinhold Jauernig die Original-Disposition Johann Sebastian Bach zugeschrieben. 2011 war das Instrument unspielbar geworden. 2015 begannen die Restaurierungsarbeiten in der Kirche. 2017 konnte auch die Orgelrestaurierung und der Wiederaufbau durch Orgelbau Waltershausen beginnen. Es wurde Witzmanns Beschriftung der Register auf den Schleifen gefunden und ein Vergleich mit Orgel in St. Magdalenen (Witzleben) ergab eine klare Übereinstimmung. Die Wiederweihe erfolgte 2020.